# 一宮市立市民病院
一宮市立市民病院（いちのみやしりつしみんびょういん）は、愛知県一宮市にある医療機関。一宮市病院事業の設置等に関する条例（昭和41年12月28日条例第41号）により設置された市立の病院である。

## 沿革
- 1936年（昭和11年）：一宮市診療所として、一宮市西之町23に開業。
- 1939年（昭和14年）：一宮市立市民病院に改称。
- 1945年（昭和20年）：空襲で全焼。別の市施設で仮診察。
- 1949年（昭和24年）：現在地に新築移転。
- 1955年（昭和30年）：萩原町が一宮市に編入され、萩原町立萩原病院[注釈 1]が一宮市に移管。一宮市立国民健康保険直営萩原病院となる。
- 1962年（昭和37年）：日本赤十字社愛知県支部葉栗診療所（旧名称:日本赤十字社愛知支部葉栗診療所）[注釈 2]が一宮市に移管され、一宮市市民病院葉栗診療所となる。
- 1966年（昭和41年）：一宮市立国民健康保険直営萩原病院が一宮市萩原町萩原字河原79に新築移転（病床数70　内科・外科・眼科・産婦人科・耳鼻咽喉科・放射線科）。
- 1969年（昭和44年）：葉栗診療所を廃止。
- 1969年（昭和44年）：一宮市立国民健康保険直営萩原病院を大幅縮小。有床診療所（19床）[注釈 3]として一宮市市民病院付属萩原診療所に改称。
- 1973年（昭和48年）：本館完成。
- 1977年（昭和52年）：今伊勢病院（後の一宮市立市民病院今伊勢分院→民間移譲により閉院）と組織統合。
- 1978年（昭和53年）：今伊勢病院付属休日急病診療所[注釈 4]の管理を市民病院に変更。
- 1987年（昭和62年）：休日急病診療所を一宮市貴船町3丁目2に新築移転。休日・夜間急病診療所となる。
- 1988年（昭和63年）：新館（現、東館）完成。
- 1988年（昭和63年）：萩原診療所を廃止。
- 2003年（平成15年）：臨床研修指定病院に指定。
- 2004年（平成16年）：南館完成。
- 2004年（平成16年）：病院機能評価の認定。
- 2005年（平成17年）：電子カルテの導入。
- 2007年（平成19年）：地域がん診療連携拠点病院に指定。
- 2007年（平成19年）：災害拠点病院（地域災害医療センター）に指定。
- 2009年（平成21年）：新南館完成（東館を「北館」に呼称変更）
- 2010年（平成22年）：救命救急センター稼働。
- 2010年（平成22年）：愛知県立循環器呼吸器病センターと統合。
- 2013年（平成25年）：地域中核災害拠点病院に指定。

## 診察科・専門外来

### 診察科
- 内科
- 脳神経内科
- 消化器内科
- 循環器内科
- 呼吸器内科
- 血液内科
- 内分泌内科（糖尿内科）
- 腎臓内科
- 小児科
- 外科
- 乳腺科・内分泌外科
- 脳神経外科
- 整形外科
- 皮膚科
- 泌尿器科
- 産婦人科
- 眼科
- 耳鼻咽喉科
- リハビリテーション科
- 放射線科
- 麻酔科
- 歯科口腔外科

### 専門外来
- 禁煙外来
- 女性専用外来

## 交通アクセス
- 名鉄名古屋本線・尾西線 名鉄一宮駅（一宮駅バスターミナル）又はJR東海道本線 一宮駅東口より、名鉄バスで【30】・【31】宮田本郷行き、または【36】川島行きで「一宮市民病院前」バス停下車。
- i-バス（一宮市循環バス）一宮コース市民病院行きで「市民病院」バス停下車。

## その他
一宮市の市民病院は、旧木曽川町、旧尾西市の公設病院も取り込んでおり、合併当初は4箇所の病院が存在した。民間への譲渡が進み、2009年4月現在、一宮市立市民病院、一宮市立木曽川市民病院（旧：木曽川町立木曽川病院）となっている。